# Rumex longifolius
Patience à longues feuilles
Espèce
Rumex longifolius, la Patience à longues feuilles, Patience domestique ou Oseille à longues feuilles, est une espèce de plantes à fleurs de la famille des Polygonacées. 

## Description
C'est une plante herbacée vivace atteignant 150 cm voire 180 cm de haut.
Les feuilles de la base sont larges et à bords fortement ondulés. Les feuilles le long de la tige sont plus petites et sessiles.
Les fleurs se développent en épis très denses, avec des valves réniformes (5 à 7 mm de long), non dentées et non calleuses.

## Synonymes
- Rumex alpinus Hook.f., 1831
- Rumex aquaticus subsp. domesticus (Hartm.) Douin, 1927
- Rumex bucephalophorus subsp. domesticus (Hartm.) Bonnier & Layens, 1894
- Rumex distans Dumort., 1827
- Rumex domesticus Hartm., 1820
- Rumex hippolapathum Fr., 1828
- Rumex kunthii Campd., 1819

## Répartition
La Patience domestique est fréquente dans toute la France, dans les endroits cultivés. Son domaine de distribution s'étend dans toute l'Europe, de Grande-Bretagne jusqu'au Caucase et l'Asie Centrale.